# Marie-Pier Boudreau-Gagnon
Marie-Pier Boudreau-Gagnon (née le 3 mars 1983 à Rivière-du-Loup) est une athlète en nage synchronisée canadienne, québécoise. Elle commence à pratiquer ce sport en 1990, avec le club les Flamants roses de Rivière-du-Loup. Sa passion pour ce sport se développe lorsqu’elle voit les performances de Sylvie Fréchette lors des Jeux olympiques d'été de 1992 de Barcelone.
À l’adolescence, elle quitte Rivière-du-Loup pour pouvoir s’entrainer davantage, d’abord avec le Synchro Élite de Québec (1997-1998). Elle rejoint ensuite le club Montréal Synchro (1999-2001). En 2002, elle devient membre de l’équipe nationale junior et rejoint à cette occasion le club Alliance Synchro de Montréal. Elle tente de faire partie de l’équipe pour participer aux Jeux olympiques d'été de 2004 à Athènes, mais ne réussit pas à atteindre cet objectif. La même année, elle réussit à faire partie de l’équipe nationale.
En 2005, elle devient la soliste de l’équipe canadienne. Sa performance à la coupe du monde de la FINA de 2005 lui permet d’atteindre le 5e rang. En 2008, à Pékin, elle participe pour la première fois aux Jeux olympiques, dans les épreuves en duo (avec Isabelle Rampling) et en équipe.
Elle est récipiendaire, en 2008, de la Médaille de l'Assemblée nationale.
En 2010, à la coupe du monde de la FINA, elle remporte quatre médailles : l’argent en duo, le bronze en solo, le bronze en équipe et le bronze dans l’épreuve du combiné libre. Aux Jeux du Commonwealth de la même année, elle obtient deux médailles d’or : une en solo avec Chloé Isaac, et une en équipe.
En 2012, Marie-Pier Boudreau-Gagnon participe aux Jeux olympiques de Londres. Quatrième en duo avec Élise Marcotte, elle termine quatrième avec l'équipe canadienne.